# AGOVV
AGOVV is een Nederlandse voetbalclub uit Apeldoorn. De club speelde van 1954 tot 1971 en van 2003 tot 2013 in het betaalde voetbal. In het seizoen 2024/25 voetbalde het standaardelftal in de Derde klasse.

## Geschiedenis

### Het begin (1913-1971)
Drankmisbruik en de gevolgen daarvan na sportwedstrijden op zondag brachten enkele leden van een Apeldoornse geheelonthouders-zangvereniging ertoe om een voetbalvereniging, eveneens voor geheelonthouders, op te richten. Zo ontstond op 25 februari 1913 de v.v. AGOSV: de Apeldoornse Geheelonthouders-voetbalvereniging "Steeds Voorwaarts". Na de eerste successen veroverde de vereniging een plaats in de Geldersche Voetbalbond (Geld. VB), waarin al een vereniging met de naam "Steeds Voorwaarts" speelde. Dit noopte de vereniging tot wijziging van de naam in AGOVV: Apeldoornse GeheelOnthouders VoetbalVereniging. Omdat de leden 'van de blauwe knoop' waren, speelde en speelt AGOVV in het blauw. In 1921 heeft men aan het acroniem AGOVV een andere betekenis gegeven: 'Alleen Gezamenlijk Oefenen Voert Verder'.
 AGOVV speelde vanaf 1927 tot de invoering van het profvoetbal in 1954 onafgebroken in de oostelijke Eerste Klasse. In 1938 behaalde AGOVV de finale van de KNVB Beker waarin het met 1-4 van VSV verloor op het terrein van UVV. 
AGOVV behaalde haar beste resultaten in de seizoenen 1941/1942 en 1948/1949, in die seizoenen werd AGOVV kampioen van de eerste klasse Oost en werd in de kampioenscompetitie de derde plaats om het Nederlands kampioenschap behaald. 
Dit waren de enige twee seizoenen waarin AGOVV in een competitie om de landstitel speelde. 
In 1954 trad AGOVV toe tot het betaalde voetbal. De club speelde van 1956 tot 1962 in de Eerste Divisie en van 1962 tot 1971 in de Tweede Divisie.
De bekendste spelers uit de periode van het betaald voetbal waren doelman Joop Niezen, de latere hoofdredacteur van Voetbal International, en midvoor Sietze de Vries. De beste klassering was de derde plaats in de Eerste Divisie A in 1959. 

### Terug naar de amateurs (1971-2003)

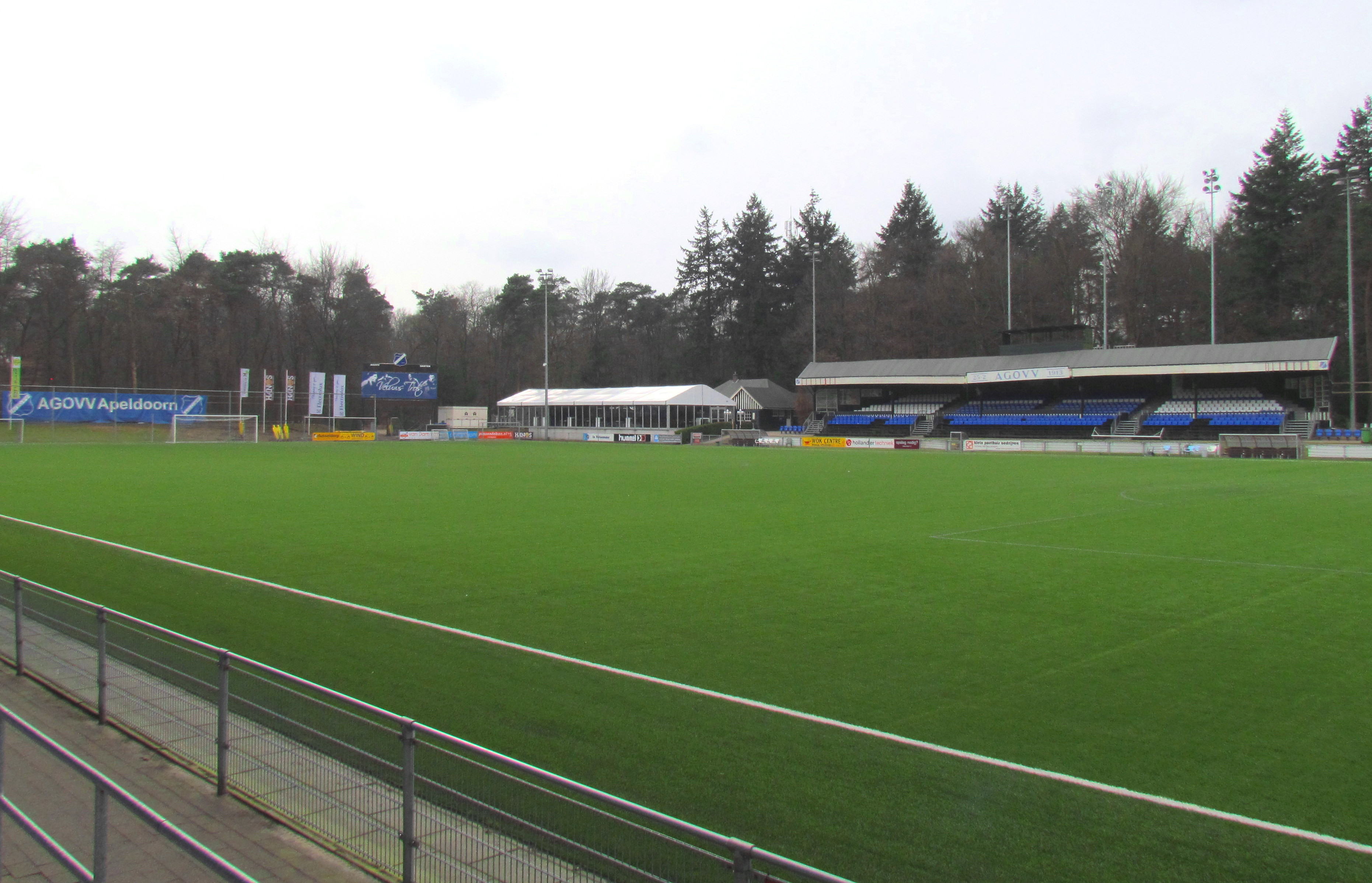
Stadion Berg & Bos

In 1971 werd de club door de KNVB door de opheffing van de Tweede divisie uit het betaalde voetbal verwijderd. Dit leidde tot protesten bij de Apeldoornse bevolking. De club speelde vervolgens in amateurcompetities van de KNVB. De winst van de Districtsbeker Oost in 1989 was een van de spaarzame hoogtepunten in de decennia die volgden. In het seizoen 2001-2002 werd AGOVV onder leiding van trainer Peter Bosz kampioen in de Hoofdklasse C en later ook algeheel amateurkampioen van Nederland. In 2003 trad AGOVV weer toe tot het betaalde voetbal. Hiervoor werd op 1 juli 2003 een aparte bvo opgericht met de naam AGOVV Apeldoorn. AGOVV Apeldoorn kwam sinds het seizoen 2003/2004 uit in de eerste divisie van het betaald voetbal in Nederland.
De amateurvereniging bleef actief in de Hoofdklasse en degradeerde in 2004 van de Hoofdklasse naar de Eerste klasse. In 2008 degradeerde de vereniging opnieuw, en wel naar de Tweede klasse.

### Rentree betaald voetbal (2003-2013)
Bij de terugkeer naar het betaalde voetbal, in het seizoen 2003/04 werd oud-international Jurrie Koolhof aangesteld als hoofdtrainer van de club. Hij volgde Stanley Menzo op, die niet in bezit was van het diploma Coach Betaald Voetbal. In het eerste seizoen in het betaalde voetbal speelde PSV-huurling Klaas-Jan Huntelaar, de latere topscorer van de eredivisie van 2005/2006, bij AGOVV Apeldoorn. Huntelaar werd tijdens zijn seizoen bij AGOVV topscorer van de eerste divisie. Het eerste seizoen na de rentree eindigde AGOVV op de tiende plaats in de eerste divisie. Na twee seizoenen op de tiende plaats en zonder de nacompetitie gehaald te hebben, vond de directie het tijd voor een nieuwe aanpak: het contract van Koolhof werd niet verlengd. Inmiddels was Menzo in bezit van het diploma en hij werd benoemd tot hoofdtrainer voor het seizoen 2005-2006. Met Menzo als hoofdtrainer werd wederom de tiende plaats behaald, maar door het winnen van een periodetitel behaalde AGOVV wel voor het eerst de nacompetitie om promotie. In de eerste ronde van de nacompetitie werd er verloren van TOP Oss. Menzo verliet de club na dat jaar voor FC Volendam. Menzo werd opgevolgd door Rini Coolen.
In het seizoen 2006 werd het natuurgrasveld vervangen door een kunstgrasveld. De club was na Heracles Almelo, SC Cambuur (2005-2008), FC Zwolle, Excelsior, FC Omniworld en FC Volendam de zevende Nederlandse profclub die kunstgras liet aanleggen.
Coolen nam halverwege het seizoen 2006/2007 afscheid van AGOVV vanwege de slechte resultaten. Het seizoen werd afgemaakt door de twee assistent-trainers Roberto Klomp en Marco Heering, zonder succes: AGOVV eindigde het seizoen als laatste. Voor de volgende drie seizoenen werd John van den Brom als hoofdtrainer gecontracteerd. De 6e plaats in het seizoen 2009/2010 was het beste resultaat van de club in het betaalde voetbal, AGOVV speelde toen voor de tweede en laatste keer in de nacompetitie om promotie. In de eerste ronde was FC Eindhoven hierin te sterk. Na afloop van het seizoen 2009/2010 ging Van den Brom, niettegenstaande zijn nog één jaar doorlopende contract naar ADO Den Haag; Hans de Koning volgde hem op. AGOVV werd dat seizoen 15e, ondanks het feit dat de club negen punten in mindering kreeg van de KNVB. Omdat AGOVV en De Koning geen overeenstemming over een nieuwe verbintenis konden bereiken, werd na dat ene seizoen Hans van Arum, afkomstig van Vitesse, als nieuwe hoofdtrainer aangesteld; hij werd voor het eerst hoofdcoach. Voor de laatste wedstrijd van het volgende seizoen, 2011/2012, waarin AGOVV slechts niet laatste werd door strafpunten bij andere clubs, werd Van Arum om op non-actief gesteld. Andries Ulderink werd trainer voor het seizoen 2012/2013. Deze rentree was echter van korte duur, de club werd op 8 januari 2013 failliet verklaard en is vervolgens op 17 januari 2013 uit de competitie genomen.
Er zijn plannen geweest om AGOVV een nieuw stadion voor 6.000 toeschouwers te laten bouwen in de zuidwestpoort van Apeldoorn. Een andere mogelijkheid was de terugkoop door de gemeente Apeldoorn van het bestaande terrein dat in 1999 aan AGOVV was verkocht, waarna de voetbalclub de huurder zou worden. In maart 2012 bleek dat AGOVV de geboden prijs te laag vond.
Ook heeft het voornemen bestaan het profgedeelte van AGOVV volledig los te koppelen van de amateurtak om te komen tot een nieuwe professionele voetbalvereniging in sportpark Malkenschoten waarbij intensief samengewerkt zou worden met het amateurvoetbal in Apeldoorn (waaronder de daarbij verzelfstandigde amateurs van AGOVV, Apeldoornse Boys en andere clubs).

### Teloorgang van de profs (2012-2013)
Deze en andere toekomstplannen waren echter hoogst onzeker geworden door een schuld van 2 miljoen euro, waarvan ruim 400.000 euro belastingschuld. De belastingdienst vroeg in december 2012 het faillissement aan. Op 11 december 2012 gaf de rechtbank AGOVV vier weken de tijd om een reddingsplan te overleggen. Begin januari 2013 gaf de tuchtcommissie van de KNVB de club twee punten in mindering in verband met de financiële problemen. Daarmee zakte AGOVV van de elfde naar de veertiende plaats op de ranglijst. Op 8 januari werd bij verstek het faillissement van AGOVV uitgesproken. Het doek viel voor de profclub AGOVV definitief op 17 januari 2013, toen de termijn om in beroep te gaan tegen het faillissement verstreek. Trouwe fans hielden nog een inzamelingsactie voor hun club. Deze was tevergeefs. Er werd slechts 50.000 euro opgehaald. De amateurs bleven bestaan.
Door het faillissement van de proftak raakte ook de amateurvereniging in zwaar financieel weer. In februari 2013 gaf de belastingdienst de vereniging twee weken om een achterstallige schuld te voldoen. Door externe investeerders werd de amateurtak gered. Ook bleef Sportpark Berg en Bos behouden.

### Vanaf het 100-jarig bestaan (2013-heden)
Op 25 februari 2013 bestond de club 100 jaar. Vanwege de teloorgang van de profclub en de financiële problemen van de amateurs zelf werd het 100-jarig bestaan pas op 18 oktober van dat jaar gevierd.
Vanaf het seizoen 2013/14 is AGOVV geswitcht van het zondagvoetbal naar het zaterdagvoetbal. AGOVV begon in de
Vierde klasse. Na één seizoen in de vierde klasse van het zaterdagvoetbal promoveerde AGOVV direct naar de Derde klasse. In 2016 promoveerde AGOVV naar de Tweede Klasse. De club kende, mede door de gestaakte gezamenlijke jeugd met Vitesse, een leegloop. Inmiddels weet ook de jeugd AGOVV weer te vinden. Waar AGOVV enkele jaren geleden geen enkele jeugd meer had hebben ze inmiddels weer diverse jeugdelftallen. Daarnaast huisvest de club een KNVB-jeugdcentrum voor Oost-Nederland. Ook financieel gaat het voorspoedig. De schulden werden afbetaald en het opknappen van de monumentale houten tribune van sportpark Berg en Bos is inmiddels gerealiseerd. De toekomstvisie van de Apeldoorners is gericht op het terugkeren naar de top van het amateurvoetbal.

## Erelijst
KNVB Beker
2e plaats in 1938
Eerste Klasse Oost
Kampioen in 1942 en 1949
Nederlands landskampioenschap
3e plaats in 1942 en 1949
Districtsbeker Oost
Winnaar in 1989
Zondag Hoofdklasse C
Kampioen in 2002
Algemeen zondagkampioenschap
Kampioen in 2002
Algeheel amateurkampioen van Nederland
Kampioen in 2002

## Clubcultuur

### Mascotte
De mascotte van AGOVV was Jul de Muis van het nabijgelegen pretpark Julianatoren. Jul is een muis die het blauw-witte tenue van de club droeg. Jul was altijd aanwezig bij activiteiten van de kidsclub, en liep rondom de thuiswedstrijden door het stadion. In 2011 is Jul gestopt als mascotte van de Apeldoornse club, nadat de sponsorovereenkomst tussen AGOVV en de Julianatoren afliep.

### Supportersvereniging
De supportersvereniging SV Blauw Hart bestaat sinds de rentree van AGOVV in het betaalde voetbal in 2003. Na het faillissement van de proftak van AGOVV is de supportersvereniging blijven bestaan. De supportersvereniging heeft enkele honderden leden, exploiteert de fanshop van AGOVV en organiseert jaarlijks meerdere activiteiten voor haar leden. De huidige voorzitter van SV Blauw Hart is Ton Peters. 

### Fanatieke aanhang
De fanatieke supporters van AGOVV zitten op de Klaas-Jan Huntelaar-tribune achter de goal aan de noordzijde van Stadion Berg & Bos. De fanatieke aanhang van de Apeldoorners staat bekend als de C-Side, vernoemd naar het vak waarin zij gevestigd zijn. De C-Side verzorgt tijdens de uit-en thuiswedstrijden van AGOVV spandoeken en sfeeracties.

### Rivaliteit
Sinds de jaren '50 van de vorige eeuw heeft AGOVV een sportieve rivaliteit met uit Deventer-afkomstige Go Ahead Eagles. Daar beide stadions slechts 20 kilometer van elkaar liggen is er dan ook sprake van een derby. Sinds het faillissement van de proftak van AGOVV in 2013 is de Stedendriehoekderby niet meer in officieel verband gespeeld.
Behalve de derby met Go Ahead Eagles heeft AGOVV ook een aantal plaatselijke rivalen. Bij onder andere de duels met Robur et Velocitas, WSV en CSV Apeldoorn heersen enige spanningen.

### Clublied
Het clublied van AGOVV wordt voor aanvang van elke thuiswedstrijd in Stadion Berg & Bos gespeeld. 

## Accommodatie

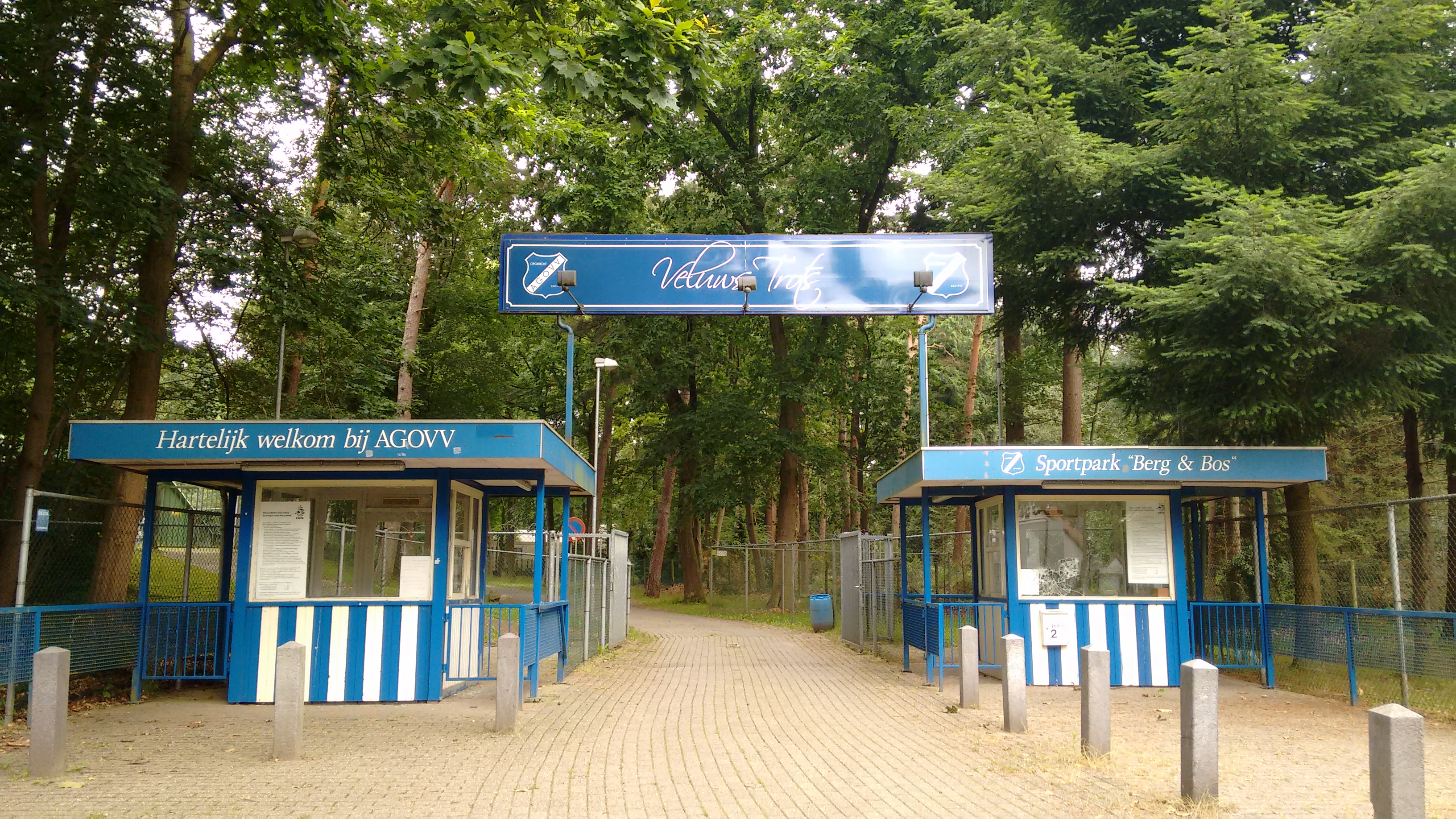
Entree Sportpark Berg en Bos

AGOVV speelt sinds 1921 op Sportpark Berg en Bos in de gelijknamige wijk in het westen van Apeldoorn. Het sportpark ligt in een bosrijke omgeving. Vanwege de terugkeer van AGOVV in het betaalde voetbal is er in 2003 op het sportpark een voetbalstadion gebouwd. Het stadion draagt de naam Stadion Berg & Bos en heeft een capaciteit van 3250 zitplaatsen. Na het faillissement van de proftak zijn de amateurs in het stadion blijven spelen.

## Organisatie
| Bestuur            |                 |                        |      |
| Vlag van Nederland | Martin Maassen  | Voorzitter             | 2017 |
| Vlag van Nederland | Ton van Beek    | Vice-voorzitter        | 2019 |
| Vlag van Nederland | Gert Sangers    | Directeur Voetbalzaken | 2017 |
| Vlag van Nederland | Mirjam Zuidberg | Financieel Directeur   | 2021 |
| Vlag van Nederland | Marco Baars     | Commercieel Directeur  | 2021 |
| Vlag van Nederland | Hans Davelaar   | Secretaris             | 2013 |
| Jeugdopleiding     |                 |                        |      |
| Vlag van Nederland | Martijn Kist    | Hoofd Jeugdopleiding   | 2022 |

## Overzichtslijsten (1917–heden)

### Competitieresultaten
- 1917 2e
Derde klasse C
- 1918 3e
Tweede klasse B
- 1919 6e
Tweede klasse B
- 1920 4e
Tweede klasse B
- 1921 3e
Tweede klasse B
- 1922 1e
Tweede klasse B
- 1923 3e
Tweede klasse B
- 1924 4e
Tweede klasse B
- 1925 2e
Tweede klasse B
- 1926 2e
Tweede klasse B
- 1927 1e
Tweede klasse B
- 1928 3e
Eerste klasse
- 1929 3e
Eerste klasse
- 1930 3e
Eerste klasse
- 1931 6e
Eerste klasse
- 1932 3e
Eerste klasse
- 1933 7e
Eerste klasse
- 1934 7e
Eerste klasse
- 1935 9e
Eerste klasse
- 1936 5e
Eerste klasse
- 1937 3e
Eerste klasse
- 1938 5e
Eerste klasse
- 1939 2e
Eerste klasse
- 1940 3e
Eerste klasse
- 1941 9e
Eerste klasse
- 1942 1e
Eerste klasse
- 1943 2e
Eerste klasse
- 1944 4e
Eerste klasse
- 1945
- 1946 4e
Eerste klasse
- 1947 3e
Eerste klasse
- 1948 3e
Eerste klasse
- 1949 1e
Eerste klasse
- 1950 3e
Eerste klasse
- 1951 3e
Eerste klasse B
- 1952 4e
Eerste klasse A
- 1953 11e
Eerste klasse B
- 1954 9e
Eerste klasse B
- 1955 12e
Eerste klasse (prof) D
- 1956 2e
Eerste klasse (prof) A
- 1957 15e
Eerste divisie B
- 1958 14e
Eerste divisie A
- 1959 3e
Eerste divisie A
- 1960 9e
Eerste divisie B
- 1961 16e
Eerste divisie A
- 1962 8e
Eerste divisie A
- 1963 2e
Tweede divisie A
- 1964 8e
Tweede divisie B
- 1965 2e
Tweede divisie A
- 1966 11e
Tweede divisie A
- 1967 21e
Tweede divisie
- 1968 17e
Tweede divisie
- 1969 17e
Tweede divisie
- 1970 15e
Tweede divisie
- 1971 9e
Tweede divisie
- 1972 6e
Derde klasse B
- 1973 10e
Derde klasse B
- 1974 7e
Derde klasse B
- 1975 4e
Derde klasse B
- 1976 11e
Derde klasse B
- 1977 5e
Vierde klasse G
- 1978 1e
Vierde klasse G
- 1979 1e
Derde klasse B
- 1980 7e
Tweede klasse A
- 1981 8e
Tweede klasse A
- 1982 12e
Tweede klasse A
- 1983 4e
Derde klasse B
- 1984 7e
Derde klasse B
- 1985 1e
Derde klasse B
- 1986 10e
Tweede klasse B
- 1987 2e
Tweede klasse B
- 1988 2e
Tweede klasse B
- 1989 3e
Eerste klasse D
- 1990 7e
Eerste klasse D
- 1991 5e
Hoofdklasse B
- 1992 12e
Hoofdklasse B
- 1993 1e
Eerste klasse D
- 1994 13e
Hoofdklasse B
- 1995 6e
Eerste klasse D
- 1996 5e
Eerste klasse D
- 1997 1e
Eerste klasse E
- 1998 6e
Hoofdklasse C
- 1999 10e
Hoofdklasse C
- 2000 10e
Hoofdklasse C
- 2001 3e
Hoofdklasse C
- 2002 1e
Hoofdklasse C
- 2003 3e
Hoofdklasse C
- 2004 14e
Hoofdklasse C
- 2005 7e
Eerste klasse E
- 2006 8e
Eerste klasse F
- 2007 5e
Eerste klasse E
- 2008 12e
Eerste klasse E
- 2009 6e
Tweede klasse I
- 2010 4e
Tweede klasse J
- 2011 2e
Tweede klasse J
- 2012 7e
Tweede klasse J
- 2013 14e
Tweede klasse I
- 2014 1e
Vierde klasse B
- 2015 10e
Derde klasse B
- 2016 1e
Derde klasse B
- 2017 10e
Tweede klasse G
- 2018 13e
Tweede klasse G
- 2019 9e
Derde klasse B
- 2020
- 2021
- 2022 2e
Derde klasse B
- 2023 6e
Tweede klasse I
- 2024 13e
Tweede klasse H
- 2025 7e
Derde klasse M

In elke staaf van de grafiek staat van boven naar beneden vermeld: 
- Eindnotering

Dit is de positie die de club heeft bereikt in de competitie, zonder eventuele beslissings-, play-off- of nacompetitiewedstrijden die nodig zijn geweest om bijvoorbeeld de kampioen van de competitie te bepalen.
Indien een * achter het getal staat is de notering een tussenstand en kan het zijn dat de notering niet overeenkomt met de uiteindelijke eindstand van de competitie.
Staat er een - dan is het seizoen nog bezig en is er geen definitieve uitslag bekend.
Staat er xx op de positie van de notering, dan heeft de club vroegtijdig de competitie verlaten. Dit kan onder andere komen door terugtrekking van het team, faillissement van de club of door een uitgedeelde straf van de KNVB. In veel gevallen staat elders in het artikel de reden vermeld.
Staat er een ? dan is het resultaat uit het verleden onbekend, en is alleen de competitie of het niveau bekend van dat seizoen.
In de seizoenen 2019/20 en 2020/21 werd wegens de coronacrisis het amateurvoetbal afgebroken. Daardoor kennen deze staven geen eindklassering (middels -- weergegeven).
- Competitieniveau en afdelingsletter of Officiële eindstand Eredivisie
  - Competitieniveau en afdelingsletter

Hierbij geeft het getal het niveau weer, dat ook terug te vinden is in de legenda. De letter is de afdelingsaanduiding en wordt gebruikt wanneer er meer afdelingen zijn op hetzelfde niveau. De afdelingsletter is altijd een hoofdletter en wordt meestal zonder nummer gebruikt.
Voorbeeld: 2F is niveau 2e klasse competitie F.
Het competitieniveau en nummer wordt niet vermeld wanneer er slechts één competitie van dit niveau was.
  - Officiële eindstand Eredivisie (getal staat tussen haakjes vermeld)

Sinds de introductie van play-offwedstrijden voor Europees voetbal na afloop van de reguliere competitie in 2005/06, is de KNVB verplicht een eindstand van de Eredivisie door te geven aan de UEFA aan de hand van deze play-offwedstrijden.
Bij deze eindstand staan clubs die zich hebben gekwalificeerd voor Europees voetbal hoger dan clubs die zich niet wisten te kwalificeren. Indien er geen verschil was tussen de eindnotering en de officiële eindstand, staat dit getal niet vermeld.

- Onderafdeling

Hier staat afgekort de naam van de onderafdeling indien de club in dat jaar in een onderafdeling uitkwam. Tevens staat deze afkorting in de legenda en wordt gelinkt naar het artikel over deze onderafdeling. Deze afkorting wordt alleen vermeld wanneer de club in het verleden in verschillende onderafdelingen heeft gespeeld. Deze vermelding is in de staaf altijd in kleine letters. Deze onderafdelingen zijn na het seizoen 1995/96 afgeschaft. Heeft de club in slechts één onderafdeling gespeeld, dan is dit alleen terug te vinden in de legenda.
Onder de staaf staat het jaartal vermeld waarin het seizoen is afgesloten. 15 verwijst naar het seizoen 2014/15 of eventueel het seizoen 1914/15.
Wanneer een staaf leeg is, zijn deze gegevens niet bekend. Het kan ook zijn dat de club dat seizoen niet heeft meegespeeld op het hogere amateurniveau, vroegtijdig de competitie heeft verlaten of uit de competitie is gezet.

In het seizoen 1944/45 was er wegens de Tweede Wereldoorlog geen regulier competitievoetbal.
- Eerste divisie
- Eerste klasse (prof)
- Tweede divisie
- Hoofdklasse
- Eerste klasse
- Tweede klasse
- Derde klasse
- Vierde klasse

- 1945: Competitie geannuleerd in verband met de Tweede Wereldoorlog
- 2013: Na afloop van seizoen 2012/13 switchte AGOVV van het zondagvoetbal naar het zaterdagvoetbal
- 2014: De beslissingswedstrijd op 10 mei om het klassekampioenschap in 4B werd bij VV Elspeet met 1–2 verloren van Vierhouten '82.
- 2016: De beslissingswedstrijd op 17 mei om het klassekampioenschap in 3B werd bij VV Hulshorst met 3–0 gewonnen van DSV '61.
- 2020 en 2021: Competitie geannuleerd in verband met de coronapandemie

### Hoofdtrainers
- 1987–1989:  Dick Mulderij
- 1989–1990:  Guus Hoevenberg
- 0000–1990:  Eric Whittie (a.i)
- 1992–1994:  Cees van Kooten
- 1994–1996:  Karel Bonsink
- 1996–1998:  Gert Kruys
- 1998–1999:  Evert Bleuming
- 0000–1999:  Dick Mulderij (a.i)
- 12/1999–2002:  Peter Bosz
- 2002–2003:  Stanley Menzo

## Betaald voetbal

### Competitieresultaten
- 2004 10e
Eerste divisie
- 2005 10e
Eerste divisie
- 2006 10e
Eerste divisie
- 2007 20e
Eerste divisie
- 2008 16e
Eerste divisie
- 2009 11e
Eerste divisie
- 2010 6e
Eerste divisie
- 2011 15e
Eerste divisie
- 2012 17e
Eerste divisie
- 2013 🗙 Niet uitgespeeld
Eerste divisie

In elke staaf van de grafiek staat van boven naar beneden vermeld: 
- Eindnotering

Dit is de positie die de club heeft bereikt in de competitie, zonder eventuele beslissings-, play-off- of nacompetitiewedstrijden die nodig zijn geweest om bijvoorbeeld de kampioen van de competitie te bepalen.
Indien een * achter het getal staat is de notering een tussenstand en kan het zijn dat de notering niet overeenkomt met de uiteindelijke eindstand van de competitie.
Staat er een - dan is het seizoen nog bezig en is er geen definitieve uitslag bekend.
Staat er xx op de positie van de notering, dan heeft de club vroegtijdig de competitie verlaten. Dit kan onder andere komen door terugtrekking van het team, faillissement van de club of door een uitgedeelde straf van de KNVB. In veel gevallen staat elders in het artikel de reden vermeld.
Staat er een ? dan is het resultaat uit het verleden onbekend, en is alleen de competitie of het niveau bekend van dat seizoen.
In de seizoenen 2019/20 en 2020/21 werd wegens de coronacrisis het amateurvoetbal afgebroken. Daardoor kennen deze staven geen eindklassering (middels -- weergegeven).
- Competitieniveau en afdelingsletter of Officiële eindstand Eredivisie
  - Competitieniveau en afdelingsletter

Hierbij geeft het getal het niveau weer, dat ook terug te vinden is in de legenda. De letter is de afdelingsaanduiding en wordt gebruikt wanneer er meer afdelingen zijn op hetzelfde niveau. De afdelingsletter is altijd een hoofdletter en wordt meestal zonder nummer gebruikt.
Voorbeeld: 2F is niveau 2e klasse competitie F.
Het competitieniveau en nummer wordt niet vermeld wanneer er slechts één competitie van dit niveau was.
  - Officiële eindstand Eredivisie (getal staat tussen haakjes vermeld)

Sinds de introductie van play-offwedstrijden voor Europees voetbal na afloop van de reguliere competitie in 2005/06, is de KNVB verplicht een eindstand van de Eredivisie door te geven aan de UEFA aan de hand van deze play-offwedstrijden.
Bij deze eindstand staan clubs die zich hebben gekwalificeerd voor Europees voetbal hoger dan clubs die zich niet wisten te kwalificeren. Indien er geen verschil was tussen de eindnotering en de officiële eindstand, staat dit getal niet vermeld.

- Onderafdeling

Hier staat afgekort de naam van de onderafdeling indien de club in dat jaar in een onderafdeling uitkwam. Tevens staat deze afkorting in de legenda en wordt gelinkt naar het artikel over deze onderafdeling. Deze afkorting wordt alleen vermeld wanneer de club in het verleden in verschillende onderafdelingen heeft gespeeld. Deze vermelding is in de staaf altijd in kleine letters. Deze onderafdelingen zijn na het seizoen 1995/96 afgeschaft. Heeft de club in slechts één onderafdeling gespeeld, dan is dit alleen terug te vinden in de legenda.
Onder de staaf staat het jaartal vermeld waarin het seizoen is afgesloten. 15 verwijst naar het seizoen 2014/15 of eventueel het seizoen 1914/15.
Wanneer een staaf leeg is, zijn deze gegevens niet bekend. Het kan ook zijn dat de club dat seizoen niet heeft meegespeeld op het hogere amateurniveau, vroegtijdig de competitie heeft verlaten of uit de competitie is gezet.

In het seizoen 1944/45 was er wegens de Tweede Wereldoorlog geen regulier competitievoetbal.
- Eerste divisie

- 2003 – 2013: AGOVV Apeldoorn

### Seizoensoverzichten
| Resultaten van AGOVV (Apeldoorn) sinds de toetreding in het betaald voetbal in 1955 tot 1971                       | Resultaten van AGOVV (Apeldoorn) sinds de toetreding in het betaald voetbal in 1955 tot 1971 | Resultaten van AGOVV (Apeldoorn) sinds de toetreding in het betaald voetbal in 1955 tot 1971 | Resultaten van AGOVV (Apeldoorn) sinds de toetreding in het betaald voetbal in 1955 tot 1971 | Resultaten van AGOVV (Apeldoorn) sinds de toetreding in het betaald voetbal in 1955 tot 1971 | Resultaten van AGOVV (Apeldoorn) sinds de toetreding in het betaald voetbal in 1955 tot 1971 | Resultaten van AGOVV (Apeldoorn) sinds de toetreding in het betaald voetbal in 1955 tot 1971 | Resultaten van AGOVV (Apeldoorn) sinds de toetreding in het betaald voetbal in 1955 tot 1971 | Resultaten van AGOVV (Apeldoorn) sinds de toetreding in het betaald voetbal in 1955 tot 1971 | Resultaten van AGOVV (Apeldoorn) sinds de toetreding in het betaald voetbal in 1955 tot 1971 | Resultaten van AGOVV (Apeldoorn) sinds de toetreding in het betaald voetbal in 1955 tot 1971 | Resultaten van AGOVV (Apeldoorn) sinds de toetreding in het betaald voetbal in 1955 tot 1971 | Resultaten van AGOVV (Apeldoorn) sinds de toetreding in het betaald voetbal in 1955 tot 1971                                                        | Resultaten van AGOVV (Apeldoorn) sinds de toetreding in het betaald voetbal in 1955 tot 1971 |
| Seizoen | Competitie                                                                                   | Competitie                                                                                   | Competitie                                                                                   | Competitie                                                                                   | Competitie                                                                                   | Competitie                                                                                   | Competitie                                                                                   | Competitie                                                                                   | Competitie                                                                                   | Kwalificatie                                                                                 | KNVB beker                                                                                   | Bijzonderheid |                                                                                              |
| Seizoen | Divisie                                                                                      | GW                                                                                           | W                                                                                            | G                                                                                            | V                                                                                            | PNT                                                                                          | DV                                                                                           | DT                                                                                           | POS                                                                                          | Kwalificatie                                                                                 | KNVB beker                                                                                   | Bijzonderheid |                                                                                              |
| --- | -------------------------------------------------------------------------------------------- | -------------------------------------------------------------------------------------------- | -------------------------------------------------------------------------------------------- | -------------------------------------------------------------------------------------------- | -------------------------------------------------------------------------------------------- | -------------------------------------------------------------------------------------------- | -------------------------------------------------------------------------------------------- | -------------------------------------------------------------------------------------------- | -------------------------------------------------------------------------------------------- | -------------------------------------------------------------------------------------------- | -------------------------------------------------------------------------------------------- | --- | -------------------------------------------------------------------------------------------- |
| 1954/55 | Eerste klasse A                                                                              | 10                                                                                           | 5                                                                                            | 3                                                                                            | 2                                                                                            | 13                                                                                           | 20                                                                                           | 14                                                                                           | 1e                                                                                           | –                                                                                            | Geen bekertoernooi                                                                           | AGOVV treedt toe tot het betaald voetbal De competitie werd na de fusie van de KNVB en de NBVB niet afgemaakt. Alle teams werden opnieuw ingedeeld. |                                                                                              |
| 1954/55 | Eerste klasse D                                                                              | 26                                                                                           | 4                                                                                            | 5                                                                                            | 17                                                                                           | 13                                                                                           | 31                                                                                           | 55                                                                                           | 12e                                                                                          | Eerste klasse                                                                                | Geen bekertoernooi                                                                           | AGOVV treedt toe tot het betaald voetbal De competitie werd na de fusie van de KNVB en de NBVB niet afgemaakt. Alle teams werden opnieuw ingedeeld. |                                                                                              |
| 1955/56 | Eerste klasse A                                                                              | 26                                                                                           | 15                                                                                           | 3                                                                                            | 8                                                                                            | 33                                                                                           | 65                                                                                           | 42                                                                                           | 2e                                                                                           | Eerste divisie                                                                               | Geen bekertoernooi                                                                           | – |                                                                                              |
| 1956/57 | Eerste divisie B                                                                             | 30                                                                                           | 8                                                                                            | 5                                                                                            | 17                                                                                           | 21                                                                                           | 46                                                                                           | 70                                                                                           | 15e                                                                                          | –                                                                                            | 2e ronde                                                                                     | – |                                                                                              |
| 1957/58 | Eerste divisie A                                                                             | 30                                                                                           | 7                                                                                            | 5                                                                                            | 18                                                                                           | 19                                                                                           | 41                                                                                           | 70                                                                                           | 14e                                                                                          | –                                                                                            | Kwartfinale                                                                                  | – |                                                                                              |
| 1958/59 | Eerste divisie A                                                                             | 30                                                                                           | 16                                                                                           | 4                                                                                            | 10                                                                                           | 36                                                                                           | 57                                                                                           | 48                                                                                           | 3e                                                                                           | –                                                                                            | Voorronde                                                                                    | – |                                                                                              |
| 1959/60 | Eerste divisie B                                                                             | 32                                                                                           | 15                                                                                           | 2                                                                                            | 15                                                                                           | 32                                                                                           | 71                                                                                           | 61                                                                                           | 9e                                                                                           | –                                                                                            | Geen bekertoernooi                                                                           | – |                                                                                              |
| 1960/61 | Eerste divisie A                                                                             | 34                                                                                           | 9                                                                                            | 9                                                                                            | 16                                                                                           | 27                                                                                           | 70                                                                                           | 81                                                                                           | 16e                                                                                          | –                                                                                            | 1e ronde                                                                                     | – |                                                                                              |
| 1961/62 | Eerste divisie A                                                                             | 34                                                                                           | 15                                                                                           | 10                                                                                           | 9                                                                                            | 40                                                                                           | 73                                                                                           | 52                                                                                           | 8e                                                                                           | Directe degradatie                                                                           | 2e ronde                                                                                     | – |                                                                                              |
| 1962/63 | Tweede divisie A                                                                             | 32                                                                                           | 16                                                                                           | 10                                                                                           | 6                                                                                            | 42                                                                                           | 62                                                                                           | 39                                                                                           | 2e                                                                                           | Promotiecompetitie                                                                           | 1e ronde                                                                                     | Promotiewedstrijden tegen BVV (4–1), HVC (1–3), Haarlem (0–3)                                                                                       |                                                                                              |
| 1963/64 | Tweede divisie B                                                                             | 30                                                                                           | 11                                                                                           | 6                                                                                            | 13                                                                                           | 28                                                                                           | 59                                                                                           | 62                                                                                           | 8e                                                                                           | –                                                                                            | 1e ronde                                                                                     | – |                                                                                              |
| 1964/65 | Tweede divisie A                                                                             | 30                                                                                           | 16                                                                                           | 7                                                                                            | 7                                                                                            | 39                                                                                           | 56                                                                                           | 41                                                                                           | 2e                                                                                           | Promotiecompetitie                                                                           | 1e ronde                                                                                     | Promotiewedstrijden tegen D.F.C. (1–2), Helmnondia '55 (1–6), Xerxes (0–3)                                                                          |                                                                                              |
| 1965/66 | Tweede divisie A                                                                             | 28                                                                                           | 8                                                                                            | 4                                                                                            | 16                                                                                           | 20                                                                                           | 38                                                                                           | 53                                                                                           | 11e                                                                                          | –                                                                                            | Groepsfase                                                                                   | – |                                                                                              |
| 1966/67 | Tweede divisie                                                                               | 44                                                                                           | 13                                                                                           | 4                                                                                            | 27                                                                                           | 30                                                                                           | 58                                                                                           | 84                                                                                           | 21e                                                                                          | –                                                                                            | Geen deelname                                                                                | – |                                                                                              |
| 1967/68 | Tweede divisie                                                                               | 38                                                                                           | 11                                                                                           | 10                                                                                           | 17                                                                                           | 32                                                                                           | 41                                                                                           | 66                                                                                           | 17e                                                                                          | –                                                                                            | Groepsfase                                                                                   | – |                                                                                              |
| 1968/69 | Tweede divisie                                                                               | 34                                                                                           | 10                                                                                           | 3                                                                                            | 21                                                                                           | 23                                                                                           | 44                                                                                           | 84                                                                                           | 17e                                                                                          | –                                                                                            | 1e ronde                                                                                     | – |                                                                                              |
| 1969/70 | Tweede divisie                                                                               | 32                                                                                           | 7                                                                                            | 7                                                                                            | 18                                                                                           | 21                                                                                           | 26                                                                                           | 57                                                                                           | 15e                                                                                          | –                                                                                            | 3e ronde                                                                                     | – |                                                                                              |
| 1970/71 | Tweede divisie                                                                               | 32                                                                                           | 12                                                                                           | 8                                                                                            | 12                                                                                           | 32                                                                                           | 35                                                                                           | 41                                                                                           | 9e                                                                                           | –                                                                                            | 1e ronde                                                                                     | AGOVV wordt teruggezet naar de amateurs. |                                                                                              |
| Resultaten van AGOVV Apeldoorn sinds de hertoetreding in het betaald voetbal in 2003 tot het faillissement in 2013 |                                                                                              |                                                                                              |                                                                                              |                                                                                              |                                                                                              |                                                                                              |                                                                                              |                                                                                              |                                                                                              |                                                                                              |                                                                                              | |                                                                                              |
| 2003/04 | Eerste divisie                                                                               | 36                                                                                           | 14                                                                                           | 8                                                                                            | 14                                                                                           | 50                                                                                           | 63                                                                                           | 54                                                                                           | 10e                                                                                          | –                                                                                            | 2e ronde                                                                                     | AGOVV Apeldoorn treedt (opnieuw) toe tot het betaalde voetbal. Klaas-Jan Huntelaar werd topscorer van de eerste divisie.                            |                                                                                              |
| 2004/05 | Eerste divisie                                                                               | 36                                                                                           | 15                                                                                           | 1                                                                                            | 20                                                                                           | 46                                                                                           | 55                                                                                           | 60                                                                                           | 10e                                                                                          | –                                                                                            | 2e ronde                                                                                     | – |                                                                                              |
| 2005/06 | Eerste divisie                                                                               | 38                                                                                           | 17                                                                                           | 5                                                                                            | 16                                                                                           | 56                                                                                           | 64                                                                                           | 62                                                                                           | 10e                                                                                          | Nacompetitie                                                                                 | 3e ronde                                                                                     | Promotiewedstrijden tegen TOP Oss (0-3 en 0-2) |                                                                                              |
| 2006/07 | Eerste divisie                                                                               | 38                                                                                           | 7                                                                                            | 8                                                                                            | 23                                                                                           | 29                                                                                           | 42                                                                                           | 79                                                                                           | 20e                                                                                          | –                                                                                            | 2e ronde                                                                                     | – |                                                                                              |
| 2007/08 | Eerste divisie                                                                               | 38                                                                                           | 12                                                                                           | 5                                                                                            | 21                                                                                           | 38                                                                                           | 66                                                                                           | 98                                                                                           | 18e                                                                                          | –                                                                                            | 1/8 finale                                                                                   | – |                                                                                              |
| 2008/09 | Eerste divisie                                                                               | 38                                                                                           | 15                                                                                           | 7                                                                                            | 16                                                                                           | 52                                                                                           | 60                                                                                           | 67                                                                                           | 11e                                                                                          | –                                                                                            | 3e ronde                                                                                     | – |                                                                                              |
| 2009/10 | Eerste divisie                                                                               | 36                                                                                           | 16                                                                                           | 9                                                                                            | 11                                                                                           | 55                                                                                           | 63                                                                                           | 52                                                                                           | 6e                                                                                           | Nacompetitie                                                                                 | 2e ronde                                                                                     | Promotiewedstrijden tegen FC Eindhoven (0–1 en 2–3)                                                                                                 |                                                                                              |
| 2010/11 | Eerste divisie                                                                               | 34                                                                                           | 11                                                                                           | 7                                                                                            | 16                                                                                           | 31                                                                                           | 54                                                                                           | 77                                                                                           | 15e                                                                                          | –                                                                                            | 4e ronde                                                                                     | – |                                                                                              |
| 2011/12 | Eerste divisie                                                                               | 34                                                                                           | 5                                                                                            | 4                                                                                            | 25                                                                                           | 19                                                                                           | 36                                                                                           | 94                                                                                           | 17e                                                                                          | –                                                                                            | 2e ronde                                                                                     | – |                                                                                              |
| 2012/13¹ | Eerste divisie                                                                               | 18                                                                                           | 5                                                                                            | 5                                                                                            | 8                                                                                            | 20                                                                                           | 28                                                                                           | 29                                                                                           | 12e                                                                                          | –                                                                                            | 2e ronde                                                                                     | AGOVV Apeldoorn werd op 8 januari failliet verklaard.                                                                                               |                                                                                              |

¹ Seizoen niet afgemaakt vanwege faillissement club.

### Spelers
- Frank Berghuis (jeugd)
- Steven Berghuis (jeugd)
- Peter Bosz
- Nacer Chadli
- Gonzalo García García
- Raimond van der Gouw
- Michiel Hemmen
- Klaas-Jan Huntelaar
- Ramon Kramer
- Hendrie Krüzen
- Gep Landaal
- John Karelse
- Jo Kluin
- Olaf Lindenbergh
- Stanley Menzo
- Dries Mertens
- John Stegeman
- Alair Cruz Vicente
- Remon de Vries
- Paul Verhaegh
- Mauk Weber

### Topscorers
- 1954/55:  Mais Hanskamp (8)
- 0000000  Mais Hanskamp (10)
- 1955/56:  Mais Hanskamp (33)
- 1956/57:  Mais Hanskamp (18)
- 1957/58:  Mais Hanskamp (12)
- 1958/59:  Mais Hanskamp (18)
- 1959/60:  Sietze de Vries (23)
- 1960/61:  Freek Kraijer (26)
- 1961/62:  Joop Hartjes (20)
- 1962/63:  Sietze de Vries (17)
- 1963/64:  Wim Bleijenberg (17)
- 1964/65:  Tibor Lőrincz (15)
- 1965/66:  Wim Bleijenberg (8)
000000 :  Kees Nijdeken (8)
- 1966/67:  Jan Schreuder (12)
- 1967/68:  Gerard van Straalen (10)
- 1968/69:  Frits Hoeben (10)
- 1969/70:  Arie Beekman (7)
- 1970/71:  Arie Beekman (9)
- 2003/04:  Klaas-Jan Huntelaar (26)
- 2004/05:  Santinho Lopes Monteiro (13)
- 2005/06:  Gonzalo García García (16)
- 2006/07:  Ruud ter Heide (17)
- 2007/08:  Ruud ter Heide (19)
- 2008/09:  Jeremy Bokila (14)
- 2009/10:  Nacer Chadli (17)
- 2010/11:  Michiel Hemmen (20)
- 2011/12:  Vojtěch Schulmeister (6)
- 2012/13:  Joey Godee (12)

### Trainers
- 1927–1930:  Bill Julian
- 1948–1949:  James Bulloch
- 1952–1955:  Wim Vaal
- 1955–1961:  Ben Tap
- 1961–1964:  Jan de Bouter
- 1964–1966:  Franz Rybicki
- 1966–1967:  Keith Spurgeon
- 1967–1969:  Joop de Busser
- 0000–1967:  Wim Bleijenberg (a.i)
- 1969–1970:  Jan Morsing
- 0000–1970:  Henk Bremer (a.i)
- 1970–1971:  Evert Mur
- 2003–2005:  Jurrie Koolhof
- 2005–2006:  Stanley Menzo
- 2006–2007:  Rini Coolen
- 0000–2007:  Roberto Klomp (a.i)
- 2007–2010:  John van den Brom
- 2010–2011:  Hans de Koning
- 2011–2012:  Hans van Arum
- 2012–2013:  Andries Ulderink

## Vitesse/AGOVV Voetbalacademie
In 2005 begon de profsectie van AGOVV met de Arnhemse voetbalclub Vitesse een gecombineerde voetbalacademie, en was na Voetbalacademie FC Twente de tweede officieel opgerichte samenvoeging van twee jeugdopleidingen in het Nederlandse betaald voetbal. De jeugdopleiding van de amateursectie van AGOVV ging zelfstandig verder. Vitesse/AGOVV werd een aparte vereniging met een eigen licentie, op 17 augustus 2005 opgericht door de besturen van Vitesse en AGOVV. De nieuwe vereniging kende een nieuw shirt, een eigen logo en nieuwe jeugdelftallen. De elftallen trainden doordeweeks op Nationaal Sportcentrum Papendal en speelden de wedstrijden op Sportpark Berg & Bos.
Aan het begin had de Vitesse/AGOVV Voetbalacademie een eigen tenue. Het shirt was wit met daarop de Gelderse vlag, als symbool voor de beste jeugdopleiding van die provincie. De broek en de kousen waren tevens wit. Vanaf het seizoen 2009-2010 werd in geel-zwarte Vitesse shirts gespeeld, dus zonder het AGOVV-logo.
De voormalige Vitesse Voetbalacademie had het hoogste aantal waarderingssterren van 4, wat door de KNVB ook direct werd verleend aan de Vitesse/AGOVV Voetbalacademie.
In 2007/2008 promoveerde Vitesse/AGOVV naar de Eredivisie voor A-junioren. Het verblijf in de Eredivisie was van korte duur, want het seizoen daarna degradeerde Vitesse/AGOVV als nummer 13 weer terug naar de Eerste divisie, het hield alleen De Graafschap A1 achter zich. In het seizoen 2009-2010 werd Vitesse/AGOVV A1 kampioen van de eerste divisie en keerde het direct weer terug op het hoogste niveau.
In januari 2013 ging de profsectie van AGOVV failliet en daardoor stopte de gezamenlijke jeugdopleiding. Vanaf het seizoen 2013/2014 verdween de naam Vitesse/AGOVV definitief en spelen de elftallen weer onder de naam van Vitesse. AGOVV bleef tot 2025 als partnerclub van Vitesse betrokken bij de voetbalacademie.